# BISレコード
BISレコード（BIS Records）は、1973年、ロベルト・フォン・バール（Robert von Bahr）によってスウェーデンのアケルスベルガに設立されたクラシック音楽中心のレコードレーベル。
「Original Dynamics Recording」を駆使し、とくに北欧系の作曲家や演奏家の発掘や紹介に力を入れている。

## 概要
シベリウスの全作品をはじめ、ニコス・スカルコッタス、カレヴィ・アホ、サリー・ビーミッシュ、ヨン・レイフス、ゲイル・トヴェイト、そしてジェームズ・マクミランら北欧やバルト三国の作曲家も録音している。
他の特筆すべきBISプロジェクトとしては、鈴木雅明指揮バッハ・コレギウム・ジャパンによるバッハのカンタータとエヴァ・クナルダールのグリーグピアノ作品全集を含んでいる。またフィンランド生まれの指揮者オスモ・ヴァンスカとミネソタ管弦楽団によるベートーヴェンの交響曲全集を5年で完結させた。全集は、5.0chのサラウンド音響を特徴とするSACDとしてリリースされた。
日本では、キングレコード傘下のキングインターナショナルがライセンス契約を行い、輸入・販売代理をしている。